# Shadow of the Beast II
Shadow of the Beast II (Japans: シャドー・オブ・ザ・ビーストⅡ 獣神の呪縛) is een computerspel dat werd ontwikkeld door Reflections Interactive Limited en uitgegeven door Psygnosis Limited. Het spel is een side-scrolling actiespel. In het spel moet de speler in het land van Karamoon als halfbeest op zoek naar zijn ontvoerde zus. Het spel wordt als zeer lastig ervaren, omdat er geen continue-mogelijkheid is en sommige puzzels in 1 poging opgelost moeten worden. De cover is, net als bij het eerste deel van het spel, gemaakt door Roger Dean. Bij het spel werd een T-shirt geleverd met het werk van Dean.

## Platforms
| Jaar | Platform        |
| ---- | --------------- |
| 1990 | Amiga           |
| 1991 | Atari ST        |
| 1992 | Sega Mega Drive |
| 1993 | FM Towns        |
| 1994 | SEGA CD         |

## Ontvangst
| Beoordeeld door                      | Platform        | Datum         | Score |
| ------------------------------------ | --------------- | ------------- | ----- |
| Sega Force                           | Sega Mega Drive | 18 maart 1993 | 98%   |
| Video Games & Computer Entertainment | SEGA CD         | februari 1995 | 80%   |
| ST Action                            | Atari ST        | november 1991 | 75%   |
| Zzap!                                | Amiga           | november 1990 | 72%   |
| Electronic Gaming Monthly (EGM)      | SEGA CD         | februari 1995 | 70%   |
| Sega-16.com                          | Sega Mega Drive | 29 maart 2010 | 70%   |
| Game Players                         | SEGA CD         | maart 1995    | 63%   |
| Pixel-Heroes.de                      | Amiga           | november 2003 | 60%   |
| Power Play                           | Amiga           | november 1990 | 37%   |
| Power Play                           | Atari ST        | maart 1992    | 34%   |